# Lista do Patrimônio Mundial na Argélia
A Organização das Nações Unidas para a Educação, a Ciência e a Cultura (UNESCO) propôs um plano de proteção aos bens culturais do mundo, através do Comité sobre a Proteção do Património Mundial Cultural e Natural, aprovado em 1972. Esta é uma lista do Patrimônio Mundial existente na Argélia, especificamente classificada pela UNESCO e elaborada de acordo com dez principais critérios cujos pontos são julgados por especialistas na área. A Argélia, país de cultura árabe que ocupa um grande território no Norte da África, ratificou a convenção em 24 de junho de 1974, tornando seus locais históricos elegíveis para inclusão na lista.
O sítio Al Qal'a dos Beni Hammad - que abriga ruínas de uma cidade histórica local - foi o primeiro local da Argélia inscrito na lista do Patrimônio Mundial por ocasião da 4ª Sessão do Comité do Património Mundial, realizada em Paris (França) em 1980. Desde a mais recente inclusão na lista, a Argélia totaliza sete sítios inscritos como Patrimônio da Humanidade, sendo 6 deles de classificação Cultural e 1 de classificação Mista (o sítio Tassili n'Ajjer).

## Bens culturais e naturais
A Argélia conta atualmente com os seguintes lugares declarados como Patrimônio da Humanidade pela UNESCO:
| | Al Qal'a dos Beni Hammad |
| Bem cultural inscrito em 1980. |                          |
| Localização: M'Sila |                          |
| Situadas em uma paisagem montanhosa de surpreendente beleza, as ruínas da primeira capital do emires hamaditas - fundada em 1007 e destruída em 1152 - oferecem uma imagem fidedigna de uma cidade muçulmana fortificada. O oratório de sua mesquita, que é uma das mais imponentes da Argélia, tem 13 naves com oito abóbodas. (UNESCO/BPI) |                          |

| | Tassili n'Ajjer |
| Bem cultural inscrito em 1982. |                 |
| Localização: Illizi |                 |
| Localizado em uma estranha paisagem lunar de grande interesse geológico, o local de Tasili n'Ajer abriga um dos conjuntos mais importantes do mundo da arte rupestre pré-histórica. Cerca de 15 000 desenhos e gravuras nos permitem seguir os passos das mudanças climáticas, as migrações da fauna e a evolução da vida humana nos confins do Saara, de 6 000 a.C. aos primeiros séculos de nossa era. Formações geológicas na forma de "florestas rochosas" de arenito erodido são de interesse excepcional. (UNESCO/BPI) |                 |

| | Djémila |
| Bem cultural inscrito em 1982. |         |
| Localização: Sétif |         |
| Localizada a 900 metros acima do nível do mar, a cidade de Djémila, também chamada de Cuicul, tem um fórum, templos, basílicas, arcos triunfais e habitações, e é um exemplo excepcional do urbanismo romano adaptado a uma área montanhosa. (UNESCO/BPI) |         |

| | Vale de M'Zab |
| Bem cultural inscrito em 1982. |               |
| Localização: Laghouat |               |
| A paisagem do Vale do M'Zab, criado pelos Ibadites em torno de cinco vilas fortificadas (ksur), está praticamente intacta. Simples, funcional e perfeitamente adaptada ao ambiente, sua arquitetura foi projetada para uma vida em comunidade que respeitava estruturas familiares. O local é uma fonte de inspiração para urbanistas contemporâneos. (UNESCO/BPI) |               |

| | Timgad |
| Bem cultural inscrito em 1982. |        |
| Localização: Batna |        |
| Localizada nas encostas norte das Montanhas Aurés, a colônia militar de Timgad foi construída ex nihilo pelo imperador Trajano em 100 ad.C. Seu cercado quadrado e seu plano ortogonal, desenhado ao redor do eixo formado pelas duas estradas perpendiculares que cruzaram a cidade – o cardus e o decumano –, constituem um exemplo perfeito do urbanismo romano. (UNESCO/BPI) |        |

| | Tipasa |
| Bem cultural inscrito em 1982. |        |
| Localização: Tipasa |        |
| Localizada na costa do Mediterrâneo, Tipasa foi uma fábrica cartaginesa conquistada por Roma, que a transformou em uma base estratégica para a conquista dos reinos mauritanos. O local possui um conjunto único de vestígios fenícios, romanos, paleocristãos e bizantinos, bem como monumentos indígenas, incluindo o grande mausoléu real da Mauritânia (Kbor er Rumia). (UNESCO/BPI) |        |

| | Casbá de Argel |
| Bem cultural inscrito em 1992. |                |
| Localização: Argel |                |
| O Casbá de Argel é um exemplo de uma medina única. Está localizada em uma das mais belas paisagens costeiras do Mediterrâneo, de onde as ilhotas instaladas uma fábrica no século IV a.C. são dominadas. Um local de memória e história, o kasbah possui vestígios de uma cidadela, mesquitas antigas e palácios otomanos, bem como uma estrutura urbana tradicional associada a um profundo senso de comunidade. (UNESCO/BPI) |                |

## Lista Indicativa
Em adição aos sítios inscritos na Lista do Patrimônio Mundial, os Estados-membros podem manter uma lista de sítios que pretendam nomear para a Lista de Patrimônio Mundial, sendo somente aceitas as candidaturas de locais que já constarem desta lista. Desde 2002, Argélia possui 6 locais na sua Lista Indicativa.
| Sítio                                                                           | Imagem | Localização | Ano  | Dados UNESCO                    | Descrição |
| ------------------------------------------------------------------------------- | ------ | ----------- | ---- | ------------------------------- | --- |
| O oásis dos fogaras e o ksour do Grande Erg Ocidental                           |        | Tademaït    | 2002 | Cultural: (ii)(iii)(iv)(v)      | No complexo espacial formado pelo Grande Erg Ocidental e pelo Vale do Saoura, a estratificação temporal da ação antrópica deu origem a uma forma original de de oásis, onde o ambiente natural e as intervenções humanas contribuem para a formação do ecossistema. Wadi Saoura foi definido como um "evento único em todo o Saara africano" e comparado, em termos de importância geográfica e impacto nas civilizações, ao rio Nilo do Egito. |
| Sítios, locais e itinerários agoserinianos do Magrebe Central                   |        | Magrebe     | 2002 | Cultural: (ii)(iii)(iv)(vi)     | A indicação serial abrange estradas romanas e as cidades arqueológicas de Hipona (Annaba), Calama (Guelma), Thibilis (Announa), dentre outras. São locais relacionados à parte da vida de Agostinho de Hipona (354-430), um dos mais notórios filósofos e teólogos do Cristianismo. |
| Nedroma e Trata                                                                 |        | Tremecém    | 2002 | Cultural: (ii)(iii)(iv)(v)      | Nedroma, capital de Trara, foi construída em 1150 por Abde Almumine sobre as ruínas de uma antiga cidade berbere. Acolheu muitos imigrantes andaluzes expulsos pela Reconquista e tornou-se um importante centro têxtil no século XVI. A região do entorno é banhada por importantes fontes hídricas onde as edifícios de tons coloridos formam um cenário encantador. |
| Uede                                                                            |        | Uede        | 2002 | Cultural: (ii)(iii)(iv)(v)      | A propriedade indicada abriga um conjunto único de oásis impondo um modo particular de desenvolvimento (a técnica de Ghout) e um sistema de cultura original: palmeiras plantadas diretamente acima de vastos funis cavados na areia. A existência dos oásis acaba por ser uma criação completamente artificial, com cada centímetro de terra disputado diretamente com as dunas. Os trabalhos de manutenção nunca podem ser interrompidos, dada a impossibilidade de bloquear a ação contínua do vento e das areias contra as quais qualquer oposição drástica está fadada ao fracasso. |
| Os Mausoléus Reais de Numidia, Mauritânia e monumentos funerários pré-islâmicos |        | Tipasa      | 2002 | Cultural: (ii)(iii)(iv)         | A indicação serial contém bens funerários produzidos pelas civilizações mediterrâneas que habitaram a região. Estes monumentos reais representam seletos exemplares de tumbas que datam de várias épocas e de diferentes regiões. Servem de testemunho da diversidade de projetos arquitetônicos e técnicas artesanais desenvolvidas ao longo de vários milênios. |
| Parque dos Aurès e oásis dos desfiladeiros de Rhoufi e al-Kantara               |        | Biskra      | 2002 | Misto: (ii)(iii)(iv)(v)(vii)(x) | O Aurès é limitado a oeste pela grande depressão de Batna e a leste pelo vale do Wadi El-Arab e decai brutalmente sobre as planícies em suas faces norte e sul. Com mais de 2.000 metros de altitude, a região possui uma vegetação variada que reflete os contrastes climáticos da Argélia. |